# Debbi Morgan
Deborah "Debbi" Morgan (nascida em 20 de setembro de 1956) é uma atriz norte-americana, que atua no cinema e na televisão. É mais conhecida por interpretar Angie Baxter–Hubbard na novela All My Children, da ABC, pela qual foi a primeira afro-americana a vencer o prêmio Daytime Emmy de melhor atriz coadjuvante em série dramática, em 1989. É conhecida igualmente por seus papéis como Seer na quarta e quinta temporada de Charmed. No cinema, recebeu críticas positivas por seu desempenho como Mozelle Batiste–Delacroix em Eve's Bayou, de 1997.

## Primeiros anos
Morgan nasceu em Dunn, na Carolina do Norte, Estados Unidos, filha de Lora, que exercia como professora, e de George Morgan Jr., que era açougueiro. Ela tem uma irmã caçula, Terry. Debbi se mudou para a cidade de Nova Iorque quando tinha três meses de idade. O pai de Debbi morreu de leucemia quando ela tinha oito anos, e ela foi criada por sua mãe, que na época trabalhava como secretária e instrutora de datilografia na Escola Junior 80, no Bronx. Morgan frequentou a escola paroquial.

## Carreira
O primeiro papel cinematográfico de Morgan foi no filme Mandingo, em 1975, ao interpretar Dite. As primeiras aparições da atriz foi no What's Happening!!, de 1976 até 1977, como Diane Harris e também atuou em Good Times. Em 1979, recebeu elogios da crítica ao interpretar a tia-avó de Alex Haley, Elizabeth Harvey na minissérie de 1979, Roots: The Next Generations, e seu papel de atriz convidada, interpretando uma prostituta e ex-namorada de Curtis Jackson na série de TV The White Shadow. Seu papel mais famoso foi como Angie Baxter Hubbard, na novela All My Children, papel que originalmente ela interpretou desde janeiro de 1982 até julho de 1990. Sua atuação como Angie atingiu um acorde com muitos telespectadores negros em todo os Estados Unidos. Angie e seu interesse amoroso, Jesse Hubbard (Darnell Williams), tornaram-se o primeiro "supercasal" afro-americana nas séries diurnas. Em 1989, Morgan venceu o prêmio Daytime Emmy na categoria de melhor atriz coadjuvante em série dramática (a qual ela compartilhou com a atriz Nancy Lee Grahn, da série Santa Barbara). Ela e Williams também apresentaram um programa de videoclipe chamado New York Hot Tracks em meados da década de 1980.
Após deixar a novela All My Children, Morgan fez o papel de Chantal Marshall na novela da NBC, Generations (substituindo a atriz Sharon Brown) e continuou com a série até o fim. Ela, então, reprisou seu papel como Angie Hubbard na produção da ABC, Loving, de 1991. Em 1995, ela interpretou a mesma personagem na série The City (uma versão refeita de Loving), fazendo Morgan uma das poucas artistas a retratar a mesma personagem em três novelas diferentes. De 1997 a 1998, interpretou a Dr. Ellen Burgess em Port Charles. Nas décadas de 1980 e 1990, Morgan se tornou símbolo de fato pelas possibilidades das mulheres negras, devido à sua representação de se fazer representar na TV em relação a sua cor.
Morgan recebeu muitos elogios dos críticos de cinema por seu papel de clarividente Batiste Delacroix no filme de drama Eve's Bayou (1997), do diretor Kasi Lemmons. Por sua atuação, venceu o prêmio Associação de Críticos de Cinema de Chicago e o prêmio Independent Spirit e foi indicada ao prêmio NAACP Image. Mais tarde,  ela deixou novelas e começou sua carreira no cinema com papel em She's All That (1999), The Hurricane (1999), Love & Basketball (2000), Woman Thou Art Loosed (2004), Coach Carter (2005), Relative Strangers (2006) e Color of the Cross (2006). Na televisão, desempenhou papéis nas séries The Practice, Strong Medicine, Boston Public, Providence e Soul Food.
Entre 2002 e 2003, Morgan interpretou a personagem principal Lora Gibson, diante de Lea Thompson, na série dramática da Lifetime, For the People. Além disso, interpretou o papel de Seer na quarta e quinta temporada de Charmed. Morgan retornou a All My Children, em janeiro de 2008, dez anos após deixar a televisão diurna. Em maio de 2009 e de 2011, foi indicada ao prêmio Daytime Emmy de melhor atriz coadjuvante em série dramática. Em 2011, a emissora norte-americana cancelou All My Children, e Morgan se juntou ao elenco de The Young and the Restless como  Yolanda "Harmony" Hamilton, no dia 7 de outubro de 2011, exatamente duas semanas após All My Children exibir seu último episódio na televisão em 23 de setembro de 2011. Em 2013, Morgan estreou na versão web de All My Children, reprisando seu papel de Angie Hubbard. A série estreou no dia 29 de abril de 2013 e foi cancelada após uma única temporada. Em novembro de 2013, após o cancelamento de All My Children, Morgan foi escalada na série dramática Power, de Starz, diante de Omari Hardwick e Naturi Naughton. Em 2015, ela coestrelou ao lado de Richard Lawson e Vivica A. Fox em dois filmes de férias: Royal Family Thanksgiving e Royal Family Christmas. Morgan posteriormente interpretou a mãe da cantora e compositora norte-americana Toni Braxton no filme biográfico da Lifetime: Toni Braxton: Unbreak My Heart.

## Vida pessoal
Morgan foi casada quatro vezes: com Charles Weldon (1980–84); com o ator Charles S. Dutton (1989–94); com o fotógrafo Donn Thompson (1997–2000); e está casada com Jeffrey Winston desde junho de 2009.